# Ket (taal)
Het Ket (Остыганна ӄа’, Ostyganna ka, Russisch: Кет), vroeger bekend als Jenisej-Ostjaaks, is de taal van het volk der Ketten, die leven in de Russische kraj Krasnojarsk in Siberië. Ook onder het volk der Selkoepen wordt het Ket nog als minderheidstaal gesproken. Het Ket is een van de paleosiberische talen en de enige nog gesproken taal van de Jenisejische taalfamilie. De naam is afkomstig van het Ketse woord voor "mens" of "persoon". In de tijd van de Sovjet-Unie werden er pogingen gedaan het Ket in verband te brengen met andere talen, zoals het Burushaski of met Sino-Tibetaanse talen, maar een dergelijke verwantschap kon niet overtuigend bewezen worden, momenteel lijkt echter een verband met de Na-Denétalen van Noord-Amerika door de taalkundige gemeenschap geaccepteerd te worden.
Doordat steeds meer Ketten Russischtalig zijn wordt de taal met uitsterven bedreigd.

## Studie en onderzoek
Sinds de 18e eeuw wordt de taal al bestudeerd, in 1788 verscheen het boek Путешествия по разным провинциям Русского Государства (Reizen door de verschillende provincies van de Russische staat), van de hand van de onderzoeker Peter Simon Pallas. In 1858 publiceerde Matthias Castrén het eerste Ket-woordenboek, met daarin ook informatie over een verwante taal, het Kot, dat op dat moment al op het punt van uitsterven stond. Het eerste boek over de grammatica van het Ket (Кетский язык) werd uitgebracht in 1934 door N. Karger.
Genetisch onderzoek onder de Ketten wijst uit dat ze verwant zijn aan Amerikaanse Indianen. Onder de Ketten komt namelijk de haplogroep Q veel voor, een zijtak van haplogroep P, waaruit de conclusie getrokken kan worden dat ze verwant zijn aan de Siberische voorouders van de paleo-indianen, waarvan een deel de Beringzee overstak om zich in Noord-Amerika te vestigen. Deze Oud Paleo-Siberisch genoemde bevolking ontstonden uit een vermenging van een archaïsche Oost-Aziatische bevolking en rond 38% van een uit Siberië afkomstig Oud Noord-Euraziatisch genoemd element, die 14 tot 15.000 jaar geleden via Beringië het continent binnentrok.
Daarnaast is er een specifieke verwantschap met de indiaanse volkeren die Na-Denétalen spreken. Deze verwantschap gaat echter niet terug tot de eerste paleo-indiaanse kolonisatie, maar is het gevolg van latere migraties vanuit Noordoost-Azië naar zowel Siberië als Noord-Amerika (Paleo-Eskimo's, ca. 8000-5000 v.Chr.)
In de 19e eeuw werden de Ketten nog abusievelijk ingedeeld bij de Fins-Oegrische volkeren, maar deze theorie werd al snel weer ontkracht.
In 2008 publiceerde de linguïst Edward Vajda een onderzoek waaruit zou blijken dat de Jenisejische talen samen met de Na-Denétalen een taalfamilie vormen, door Vajda de Dené-Jenisejische talen genoemd. Kenners van zowel Na-Dené- als Jenisejische talen hebben positief gereageerd op Vajda's conclusie.

## Kenmerken
Het Ket is een toontaal. Een woord kan dus, afhankelijk van de toonhoogte waarmee het uitgesproken wordt, verschillende betekenissen hebben. Er bestaan vijf verschillende tonen. Verder vertoont de taal een zeldzame fonetische structuur.
Er bestaan drie woordgeslachten: mannelijk, vrouwelijk en onzijdig. De taal kent liefst elf naamvallen (absolutief, genitief, datief, elatief, determinatief, locatief (persoonlijk), locatief (onpersoonlijk), instrumentaal-comitatief, prolatief, caritief en vocatief).
Ondanks het kleine aantal sprekers zijn er toch nog twee verschillende Ket-dialecten, te weten het Sym-dialect (door een kleine groep mensen gesproken) en het Imbat-dialect (gesproken door de meeste Ket-sprekers). Het Imbat-dialect heeft ook nog enkele sub-dialecten (Soergoet, Soeloma, Koerejka) met slechts kleine onderlinge verschillen.

## Verwantschap met andere Jenisej-talen
De verwantschap met de andere talen uit de Jenisej-taalfamilie is te zien met deze tabel.
| Betekenis | Ket   | Joeg † | Kot † | Arien † |
| --------- | ----- | ------ | ----- | ------- |
| Mens      | ket   | ket    | het   | kit     |
| Mensen    | deŋ   | deŋ    | čeäŋ  | .       |
| Vrouw     | qim   | xim    | .     | qam     |
| Moeder    | am    | am     | ama   | amä     |
| Vader     | op    | op     | op    | ipa     |
| Broer     | bis   | bis    | pos   | pes     |
| Ogen      | des   | des    | tiš   | tieŋ    |
| Bloed     | sul   | sur    | šur   | sur     |
| Vlees     | is    | is     | iči   | is      |
| Hond      | tip   | čip    | šip   | .       |
| Herfst    | χogde | xogdi  | hori  | kute    |
| Messen    | don   | don    | ton   | ton     |
| Rivier    | ses   | ses    | šet   | sat     |
| Vier      | sik   | sik    | šegä  | šaga    |
| Vijf      | qak   | xak    | khegä | qaga    |

## Alfabet
In 1930, 1988 en 1991 werden er alfabetten voor de taal ontworpen. Het eerste was gebaseerd op het Latijnse alfabet en de laatste twee op het cyrillische alfabet:
| А а | Б б | В в | Г г | Г̡ г̡ | Д д | Е е | Ё ё |
| Ж ж | З з | И и | Й й | К к | Ӄ ӄ | Л л | М м |
| Н н | Ӈ ӈ | О о | Ө ө | П п | Р р | С с | Т т |
| У у | Ф ф | Х х | Ц ц | Ч ч | Ш ш | Щ щ | Ъ ъ |
| Ә ә | Ы ы | Ь ь | ’   | Э э | Ю ю | Я я |     |

## Huidige situatie
De taal wordt met uitsterven bedreigd. Het aantal etnische Ketten dat de Ket-taal nog als moedertaal heeft, is gedaald van 1200 in 1926 tot 540 in 1989. Het aantal is sindsdien stabiel gebleven. Het Ket heeft de status van "beschermde taal" in twee districten, Toeroechansk en Bajkit, maar desondanks zijn vrijwel alle moedertaalsprekers ouder dan 40. In 1992 werd er op de basisscholen van zes dorpen les gegeven in het Ket. Zes jaar later was dit aantal gehalveerd; het onderwijs bleek ineffectief en de invloed van de lessen op de situatie waarin de taal zich bevindt, is vooral symbolisch.
De Ketten leven in het gebied rond de rivier de Jenisej, in het centrum van de kraj Krasnojarsk. Een andere taal uit de regio, het Joeg zou in de jaren zeventig zijn uitgestorven. Dit was de enige overgebleven taal die een duidelijke verwantschap met het Ket had, zodat de taal nu als een isolaat kan worden gezien. Andere verwante talen, zoals het Poemkopol, het Kot en het Arien, zijn in de 18e en 19e eeuw al uitgestorven.
Aangezien Ket-sprekende ouders vrijwel nooit Ket spreken met hun kinderen, ziet het er niet naar uit dat het aantal mensen dat Ket spreekt nog zal groeien. Daarnaast is de levensverwachting in de regio waar nog Ket gesproken wordt, bijzonder laag; vooral door de gebrekkige medische voorzieningen en door het bijzonder veel voorkomende alcoholisme in het gebied. Er wordt daarom gevreesd dat het Ket binnen 20 jaar niet meer zal bestaan als dagelijkse omgangstaal.